# 贵福镇
贵福镇，是中华人民共和国四川省达州市渠县下辖的一个乡镇级行政单位。2019年12月，撤销柏水乡、千佛乡，将原柏水乡和原千佛乡所属行政区域划归贵福镇管辖。

## 行政区划
贵福镇下辖以下地区：
贵福社区、八台村、寺垭村、龙骨村、金垭村、石桥村、文乐村、大庙村、洞子村、园井村、新店村、印盒村和东山村。